# Gao Jing
Pour les articles homonymes, voir Gao.
Dans ce nom chinois, le nom de famille, Gao, précède le nom personnel.
Gao Jing, née le 18 septembre 1975 à Tianjin, est un tireuse sportive chinoise.

## Carrière
Gao Jing participe aux Jeux olympiques de 2000 à Sydney où elle remporte la médaille de bronze dans l'épreuve de la carabine 10 mètres.